# 中村一成
中村 一成（なかむら・いるそん、1969年 - ）は、在日コリアンのフリージャーナリスト。元毎日新聞社記者。

## 来歴
- 1969年、大阪市生野区に在日コリアン三世として生まれる。
- 立命館大学文学部卒業後、1995年毎日新聞社入社。高松支局、京都支局、大阪本社を経てフリー。
- コリアNGOセンターの派遣講師としても登録されている[1]。

## 記事
- その他、『インパクション』など他メディアにも執筆している。

## 著書
- 『声を刻む：在日無年金訴訟をめぐる人々』インパクト出版会 2005年 ISBN 4755401534
- 『ルポ 京都朝鮮学校襲撃事件――〈ヘイトクライム〉に抗して』岩波書店 ISBN 978-4-00-025964-4 C0036
- 『ウトロ　ここで生き、ここで死ぬ』三一書房 C0036 ISBN 978-4-380-22003-6

共著
- 『なぜ、いまヘイト・スピーチなのか』三一書房 ISBN 978-4-380-13009-0　　Ｃ0036 　前田朗/安田浩一/鵜飼哲/師岡康子ほか